# Medowene
Medowene (bułg. Медовене) – wieś w Bułgarii, w obwodzie Razgrad, w gminie Kubrat. W 2023 roku liczyła 371 mieszkańców.